# Karl Beger
Karl Moritz Beger (* 22. Oktober 1885 in Pirna; † 20. Juli 1957 in Leipzig) war ein deutscher Wasserbauingenieur und Hochschullehrer.

## Leben
1904 erwarb er sein Abitur an der Dreikönigsschule in Dresden und studierte Bauingenieurwesen an der Technischen Hochschule Dresden.
Im Herbst 1911 absolvierte er die Diplomhauptprüfung zum Bauingenieur an der Technischen Hochschule Danzig und wurde dort Assistent an der Versuchsanstalt für Wasserbau.
1912 wurde er Regierungsbauführer beim Staatlichen Wasserbauamt Elbing und beim Hafenbauamt Danzig.
Während der Ausbildung bei der preußischen Wasserbauverwaltung lernte er die schwierigen Verhältnisse im Mündungsgebiet der Weichsel kennen.
Von 1914 bis 1918 wurde er im Ersten Weltkrieg eingesetzt.
Nach dem Ersten Weltkrieg leitete er das Entwurfsbüro des Hafenbauamtes Danzig-Neufahrwasser.
1919 wurde er Assistent am Institut für Fluss- und Grundbau der Technischen Hochschule Danzig an der Versuchsanstalt für Wasserbau in Danzig.
Dort wurde er 1922 promoviert und wurde 1923 Oberbauleiter bei der Erstellung von Wasserkraftanlagen der Stadt Danzig.
Im Oktober 1927 wurde Beger als ordentlicher Professor für Wasserwirtschaft und Grundbau an die Technische Hochschule in Breslau berufen.
Nach 1945 wurde er in der sächsischen Straßen- und Wasserbauverwaltung beschäftigt.
Bei der Wiederaufnahme der Lehr- und Forschungstätigkeit der Technischen Hochschule in Dresden wurde er im Oktober 1948 als Professor für Wasserbau und Direktor des Hubert Engels (Ingenieur)-Flussbaulaboratoriums berufen.
Er setzte sich für die Wiederaufnahme des Lehrbetriebes und der Forschungsarbeiten an der Technischen Hochschule Dresden ein.
Es gelang ihm innerhalb weniger Jahre auf dem Gebiet von Wasserbau, Wasserwirtschaft und dem wasserbaulichen Versuchswesen an die Tradition von Hubert Engels anzuknüpfen.
Er kam bei einem Autounfall ums Leben.

## Veröffentlichungen
- Versuche zur Bestimmung der Wasserdurchlässigkeit von Sand Dissertation, 1922.
- Folgerungen aus einer neuen Stau- und Senkungsformel, in: Wissenschaftliche Zeitschrift der TH Dresden 2 1951/1952 Seiten 137 bis 142.
- Neue Möglichkeiten zur Nutzung und Verbesserung der Vorlesungsprogramme, in Hochschulwesen 1 1953/1954, Seiten 24–26.
- Vereinfachtes Staulinienberechnung, in Wasserwirtschaft-Wassertechnik 4, 1954, Seiten 361 bis 368.
- Angewandte Hydraulik im Wasserbau, 1956.[2]